# Pioneiria
Pioneiria é como se chamam estruturas construídas geralmente de bambu (ou troncos) e sisal com o uso de amarras e nós e com a finalidade de trazer conforto ao acampamento escoteiro além de desenvolver a coordenação motora e a segurança no uso de ferramentas de corte.
As pioneirias são, já que o escotismo é fruto da experiência militar de Robert Baden-Powell, herança das instalações de campo dos sapadores do exército inglês, que tinham como finalidade facilitar o avanço das tropas.
O uso de pioneirias facilita em muito a vida em acampamento por serem de extrema utilidade e fácil construção. Bastam apenas um bom número de hastes firmes e corda para dar vida a pontes, abrigos, fogões suspensos, pórticos, torres, tripés, mesas, cercas, portais e uma infinidade de outras estruturas limitadas apenas pela imaginação e habilidade do escoteiro.

## Ferramentas
Recomenda-se o uso de bambu e sisal, naturais e de rápida degradação, na construção de pioneirias evitando assim agressões ao meio ambiente.
Para o corte podem ser usadas diversas ferramentas, que geralmente são: facão, machado, serrote e canivete.
As amarras e nós mais frequentemente usados são: volta do fiel, volta da ribeira, amarra quadrada, amarra diagonal, amarra paralela e amarra de tripé.